# المصاعد (المقاطرة)

تعديل مصدري - تعديل

المصاعد هي إحدى قرى عزلة السود بمديرية المقاطرة التابعة لمحافظة لحج، بلغ تعداد سكانها 145 نسمة حسب تعداد اليمن لعام 2004.